# Lenguas waja
Las lenguas waja o tula-wiyaa son una rama tentativa de las lenguas sabánicas, cercana al kam (nyingwom), hablado en Nigeria oriental.
Fueron denominados como grupo "G1" en la clasificación de Joseph Greenberg de las  lenguas Adamawa aunque posteriormente la reteiquetó como lenguas waja-jen.

## Lenguas
- Awak: Awak (Yebu), Kamo
- Cham–Mona: Dijim-Bwilim, Tso
- Dadiya
- Tula: Bangwinji, Tula, Waja

## Comparación léxica
Los numerales reconstruidos para diferentes grupos de lenguas waja son:
| GLOSA | Awak       | Dijim- Bwilim | Dadiya | Tula         | Tula    | Tula    | PROTO- WAJA |
| GLOSA | Awak       | Dijim- Bwilim | Dadiya | Bangwinji    | Tula    | Waja    | PROTO- WAJA |
| ----- | ---------- | ------------- | ------ | ------------ | ------- | ------- | ----------- |
| '1'   | díːn       | kwan          | wiǹ    | wìn          | wìːn    | gɛːn    | *win        |
| '2'   | yɔ́rɔ́b      | su̠            | yo     | yóp~yɔ́b      | júrau   | rɔːp    | *yo-rɔb     |
| '3'   | <kunúŋ>    | bwanbí        | tal    | táːt         | jítːà   | <kunoŋ> | *taːr       |
| '4'   | náː        | gwár          | nal    | náːt         | jáːnà   | nɩɩ     | *naːr       |
| '5'   | fwáːd      | nu̠            | nu     | núŋ          | júnù    | nuwo    | *nu-        |
| '6'   | (yidí)kúːn | nukún         | nukuǹ  | núkùn        | júrùkùn | nokono  | *nukun      |
| '7'   | (yidi)bírr | nyibi         | ni̠bi̠l  | nibir~nibeːt | jídìbìn | nibíyo  | *nibir      |
| '8'   | naríb      | naru̠          | náːli̠b | naːrùb       | nárɨ̀bú  | wuniː   | *naːrɨb     |
| '9'   | tuːrkúb    | wurwin        | tí̠lku̠b | teːt         | túrkùbú | tɔːrɔ   | *tur-kʷab   |
| '10'  | kɔ́b        | kwu̠           | ku̠b    | kpóp~kwáb    | kúb     | kwáp    | *kʷab       |
Las palabras entre parétesis < > son préstamos de lenguas chádicas occidentales